# Rhipicera neglecta
Rhipicera neglecta is een keversoort uit de familie Rhipiceridae. De wetenschappelijke naam van de soort is voor het eerst geldig gepubliceerd in 1925 door Emden.